# Геринг, Пётр Алексеевич
Петр Алексеевич Геринг (1872 — 21 октября 1940, Косовска-Митровица) — русский морской офицер, капитан 1-го ранга. Участник Первой мировой войны. Командир гидроавиатранспорта «Император Александр I». Участвовал в первом авиационном налёте на гавань и порт Зонгулдак с гидросамолётов. Участник Гражданской войны в России во ВСЮР, в Русской армии. В эмиграции в Югославии.

## Биография
Родился в 1872 году. Закончил Морской кадетский корпус в 1892 году. На Черноморском флоте. Лейтенант (1906). Капитан 2-го ранга (1907), старший офицер крейсера «Очаков» (1907), «Память Меркурия» (1908), командир миноносца «Лейтенант Пущин»(1909). С 26.12.1911 по 01.07.1913 года командир эскадренного миноносца «Лейтенант Шестаков». С 14 апреля 1913 года капитан 1-го ранга.

### Первая мировая война
Участник Первой мировой войны. Командир гидроавиатранспорта «Император Александр I». Самая известная операция с его участием это бомбардировка турецкого порта Зонгулдак 6 февраля 1916 года, вошедшая в историю русской военно-морской авиации как первая в мире бомбовая атака по кораблям противника в гавани.
5 февраля 1916 года Кавказская армия начала Трапезундскую операцию при поддержке флота. К порту Зонгулдак, центру угольной промышленности, была направлена 1-я маневренная группа ЧФ: линейный корабль «Императрица Мария», крейсер «Кагул», эскадренные миноносцы «Заветный» и «Завидный» остановились в 32 милях от порта, в сопровождении эсминцев «Поспешный» и «Громкий» гидрокрейсеры «Император Александр I» и «Император Николай I» подошли к порту на дистанцию 15-18 миль вне видимости берега.
Утром 24 января (6 февраля) 1916 года с обоих авианосцев на воду спустили летающие лодки Григоровича: 10 «М-5» и 4 М-6 «Двойка» (из 14 только 11 достигли цели). Массированный налёт продолжался около часа. М-5 из 1-го авиаотряда (летающие лодки с бортовыми номерами 35, 37, 39, 43, 49, 50, 51, командир Р. Ф. фон Эссен) и гидросамолёты из 2-го корабельного отряда (летающие лодки с бортовыми номерами 32, 34, 38, 40, 44, 46 и 47, командир лейтенант А. К. Юнкер)  сбросили на портовые сооружения, железнодорожный узел, зенитные батареи и шахты угольных копей 585 кг авиабомб. Бомбометание осуществлялось с высоты 1300—1500 метров вручную в условиях низкой облачности и под шрапнельным огнём. С самолёта № 32 лейтенанта В. М. Марченко попадание бомбы получил транспорт «Ирмингард» (1907, 4211 брт), он загорелся и сел на грунт у причальной стенки.
После завершения набеговой операции на Зонгулдак АВК «Император Александр I» был атакован германской подводной лодкой «UB-7» — мина Уайтхеда медленно прошла в нескольких метрах за его кормой, коснулась гидроплана лейтенанта фон Эссена, пришвартованного к «авиаматке», и затонула не взорвавшись. Вражескую субмарину обнаружил экипаж гидросамолёта М-5 (№ 35) в составе лейтенанта Г. В. Корниловича и зауряд-прапорщика В. Л. Бушмарина, впервые на Черноморском флоте атаковал её, сбросив бомбу и пометил расположение лодки цветным дымом. По лодке с «Александра I» открыли огонь ныряющими снарядами (первый опыт их боевого применения). 1-я маневренная группа ЧФ вернулась на базу в Севастополь. Таким образом, 6 февраля 1916 года была предпринята ещё и первая попытка организации противолодочной обороны кораблей с воздуха.

### Гражданская война
Участник Гражданской войны в России. В Вооруженных силах Юга России и Русской армии Врангеля. Эвакуирован из Крыма в Турцию. К лету 1921 года в Константинополе, на 1 января 1922 года член Союза морских офицеров там же. В эмиграции в Югославии. Умер 21 октября 1940 года в Митровице в Югославии.

## Награды
- Орден святого Станислав 3 степени,
- Орден святого Станислав 2 степени,
- Орден святой Анна 3 степени,
- Орден святой Анна 2 степени,
- Орден святого Владимира 4 степени,
- Медаль «В память 100-летия Отечественной войны 1812 года» (1912).